# Antônio Ferreira Viçoso
Antonio Ferreira Vicoso (ur. 13 maja 1787 w Peniche w Portugalii, zm. 7 lipca 1875 w Marianie w Brazylii) – portugalski lazarysta, biskup Mariany i Czcigodny Sługa Boży Kościoła katolickiego.

## Życiorys
Antonio Ferreira Vicoso urodził się w pobożnej rodzinie chrześcijańskiej. 11 lipca 1811 roku został przyjęty do wewnętrznego seminarium Rilhafoles w Libanie, a 7 marca 1818 roku otrzymał święcenia kapłańskie i rozpoczął swoją posługę jako profesor filozofii w seminarium w Évora. Rok później został wysłany jako misjonarz do Brazylii. W 1843 roku został mianowany na biskupa Mariana. Zmarł 7 lipca 1875 roku.
8 lipca 2014 roku papież Franciszek ogłosił dekret o heroiczności jego cnót.